# (2311) El Leoncito
(2311) El Leoncito est un astéroïde de la ceinture principale.

## Description
(2311) El Leoncito est un astéroïde de la ceinture principale. Il fut découvert le 10 octobre 1974 à El Leoncito par l'Observatoire Félix-Aguilar. Il présente une orbite caractérisée par un demi-grand axe de 3,64 UA, une excentricité de 0,04 et une inclinaison de 6,6° par rapport à l'écliptique.

## Compléments